# Цветные киноновеллы
«Цветные киноновеллы» (в титрах «Новеллы») — цветной художественный фильм, снятый в 1941 году режиссёром Александром Мачеретом и оператором Игорем Гелейным. Картина снималась на основе экспериментальный трёхплёночной технологии по гидротипному методу оператора П. М. Мершина, разработанному «Мосфильмом» и НИКФИ. Премьера состоялась 22 августа 1941 года.

## Сюжет
Фильм состоит из двух отдельных киноновелл — «Свинопас» по одноимённой сказке X. К. Андерсена) и «Небо и ад» по одноимённой пьесе П. Мериме из цикла «Театр Клары Газуль».
1. «Свинопас». Юный принц мечтает жениться на принцессе из соседнего королевства. Он посылает ей в подарок благоухающую розу и голосистого соловья. Но капризная принцесса отвергает прекрасные подарки принца — она любит лишь искусственную красоту игрушек, а живая прелесть розы и нежные трели живого соловья раздражают её. Принц решает наказать капризную красавицу. Он появляется во дворце принцессы под видом свинопаса, умеющего делать чудесные игрушки. Цена каждой игрушки — поцелуй принцессы. Отец принцессы, король, застав дочь целующейся со свинопасом, выгоняет обоих из королевства. Свинопас вновь становится принцем. Принцесса готова следовать за прекрасным юношей, но он отвергает её.
2. «Небо и ад». Над средневековой Испанией витает чёрная тень «святейшей инквизиции». Дон Пабло ненавидит тиранию короля и монахов. Он участник заговора против королевской власти. Его возлюбленная донья Уракка принимает у себя в доме монаха Бартоломео — своего духовника и тайного шпиона инквизиции. Бартоломео, искусно разжигая ревность доньи Уракки к возлюбленному, добивается от неё признания об участии дона Пабло в заговоре против короля. Дона Пабло бросают в подземелье. Его ждёт костёр. Любовь побеждает в донье Уракке жажду мщения. Она проникает к узнику, закалывает пришедшего к нему Бартоломео и бежит со своим возлюбленным из темницы.

## В ролях
- Юрий Любимов — принц-свинопас
- Вера Алтайская — принцесса
- О. Торопова — старшая фрейлина
- Григорий Шпигель — король
- Виктор Миронов — придворный
- Н. Шкодина — фрейлина
- Нина Зорская — фрейлина
- Наталья Гицерот — донья Уракка
- Евгений Самойлов — дон Пабло

Заглавный титр фильма

- Борис Пославский — брат Бартоломео, инквизитор

## Особенности сохранности
Из-за неравномерной деформации трёх цветоделённых негативов восстановление цветного изображения путём их совмещения невозможно. Поэтому доступен лишь чёрно-белый вариант, выпущенный на DVD-приложении к издаваемому Госфильмофондом РФ журналу «Лавры кино» (май 2014 года).